# Џеј-Џеј Кејл
Џон Велдон Кејл (енгл. JJ Cale; Оклахома Сити, 5. децембар 1938 — Ла Хоја, 26. јул 2013), познатији као Џеј Џеј Кејл, био је амерички кантаутор, музичар и један од оснивача Талса звука - музичког стила који се заснива на блузу, рокабилију, кантрију и џезу. Музички критичари су Кејлов стил свирања назвали "лејд бек".
Многе песме које је Кејл написао постале су заштитни знак других музичара: „After Midnight" и „Cocaine", које је обрадио Ерик Клептон, „Clyde" - Вејлон Џенингс и „Call Me the Breeze" коју су обрадили Ленард Скинард, Џони Кеш и Ерик Клептон. Године 2008, заједно са Ериком Клептоном, добио је награду Греми.

## Живот и каријера
Рођен је 5. децембра 1938. у Оклахома Ситију. Одрастао је у Талси где је завршио средњу школу. Почетком шездесетих година 20. века, заједно са неколико музичара из Талсе, Кејл се преселио у Лос Анђелес, где је почео радити као техничар у једном студију. Пошто није успео као музичар, вратио се у Талсу. Популарност му је донела Клептонова обрада песме "After Midnight" из 1970. Кејлов први албум, ,,Naturally", имао је лаконским текстовима. Један је од првих музичара који су почели користити ритам машину, што, заједно са оригиналном жанровском мешавином, даје посебан и ванвременски квалитет његовом раду и одваја га од осталих интерпретатора изворне америчке музике .", сматра новинар Лос Анђелес Тајмса Ричард Кромлин. Нил Јанг је једном приликом приметио да су, од свих музичара које је икад чуо, Џеј Џеј Кејл и Џими Хендрикс били највећи мајстори електричне гитаре.
Неки извори погрешно наводе да је његово право име било Џин-Џејкс Кејл. У документарцу „To Tulsa and Back: On Tour with J.J. Cale" (2005), Кејл говори да му је тај надимак дао Елмер Валентајн, сувласник ноћног клуба „ Сунсет Стрип", који га је запослио средином шездесетих, како га јавност не би мешала са Џон Кејлом из бенда Велвет андерграунд.
У документарцу, Ерик Клептон описује Кејлов стил као "...веома минималистички...", прецизирајући: "...све је у финесама".
Кејлов највећи хит сингл, „Crazy Mama", доспео је на 22. позицију америчке „Billboard Hot 100" листе. Кејл у документарцу објашњава како је одбио гостовање у емисији „American Bandstand" Дика Кларка, да би извео песму Crazy Mama(што би сигурно повећало њену популарност), јер му продуценти нису дозволили да доведе свој бенд, тражећи да песму изведе на плејбек.
Кејл је често сам био и продуцент и техничар на снимању својих албума. Његов тихи вокал био је скроз нечујан у тој смеши звукова. Свој јединствен звук објашњава чињеницом да је често био "сам свој мајстор": „ Са свом овом технологијом сада можеш сам стварати музику и пуно људи то и ради. Почео сам то радити пре доста времена и схватио сам да тако створио јединствен звук."
Позорница на Кејловим концертима увек је била минимално осветљена.
Независни издавач Фервуд мјузик из Велике Британије објавио је Кејлове песме у три издања у периоду од 2001. до 2009. Fairwood Music (UK) Ltd.
Кејл је умро од инфаркта јула 2013. у Ла Хоји, Калифорнији у доби од 74 године

## Обраде
Кејлове песме су обрађивали многи музичари: „After Midnight" и „Cocaine" - Ерик Клептон, „Call Me the Breeze" - Ленард Скинард, Џони Кеш и Ерик Клептон, „Clyde" - Велдон Џенингс и Др. Хук, „I Got the Same Old Blues" - Ленард Скинард, „Ride Me High" и „Travelin' Light" - Вајдспред паник, „Bringing It Back" - Канзас, и „Magnolia" - Поkо.
Године 1974. Капетан Бифхарт је обрадио песму „Same Old Blues" на албуму „Bluejeans & Moonbeams".
Карлос Сантана је обрадио „The Sensitive Kind" на албуму „Zebop!" (1981).
Песма „Run" (1992) са албума „Lazer Guided Melodies" групе Spiritualized заправо је обрада Кејлове „Call Me the Breeze" са додатним текстом. На омоту албума Кејл је наведен као текстописац.
George Thorogood & The Destroyers су обрадили „Devil In Disguise" на албуму „Ride 'Till I Die" (2003).
Уз „After Midnight" на свом првом албуму (1970) и „Cocaine" на „Slowhand" (1977), Ерик Клептон је обрадио и Кејлову „I'll Make Love To You Anytime" на албуму „Backless" (1978). Остале Клептонове обраде Кејлових песама су „Travelin' Light" на „Reptile" (2001), „River Runs Deep" и „Everything Will Be Alright" на „Clapton" (2010) и „Angel" на албуму „Old Sock" (2013).
Године 2014. Ерик Клептон и пријатељи су објавили албум „The Breeze: An Appreciation of JJ Cale" у знак сећања на Кејла. На албуму су свирали Клептон, Том Пети, Марк Нопфлер, Џон Мајер, Дон Вајт, Вили Нелсон, Кристина Лејкланд и други. У видео верзији Call Me the Breeze, Клептон каже: „ Био је фантастичан музичар. И био је мој херој."

## Дискографија
Извор:

### Синглови
- 1958 "Shock Hop"/"Sneaky" (као Џони Кејл)[14]
- 1960 "Troubles, Troubles"/"Purple Onion" (као Џони Кејл Квинтет)[14]
- 1961 "Ain't That Lovin You Baby"/"She's My Desire" (као Џони Кејл Квинтет)[14]
- 1965 "It's A Go Go Place"/"Dick Tracy"
- 1966 "In Our Time"/"Outside Looking In"
- 1966 "After Midnight"/"Slow Motion"
- 1971 "Crazy Mama" (са албума „Naturally", на позицији #22 америчких сингл чартова 8. априла 1972, и #21 у Канади 15. априла)
- 1972 "Lies"/"Riding Home"
- 1979 "Katy Kool Lady"/"Juarez Blues"

### Студио Албуми
- 1972 Naturally (A&M/Shelter)
- 1973 Really (A&M/Shelter)
- 1974 Okie (A&M/Shelter)
- 1976 Troubadour (Shelter)
- 1979 5 (Island/MCA)
- 1981 Shades (Island/MCA)
- 1982 Grasshopper (Island/Mercury)
- 1983 #8 (Mercury)
- 1990 Travel-Log (Silvertone/BMG)
- 1992 Number 10
- 1994 Closer to You
- 1996 Guitar Man
- 2004 To Tulsa and Back (Blue Note)
- 2009 Roll On (Rounder)

### Уживо Албуми
- 2001 Live

### Колаборације
- 2006 The Road to Escondido (са Ериком Клептоном; награђен Гремијем за најбољи савремени блуз албум)

### Албуми у којима гостује Џеј Џеј Кејл
- 1966 A Trip Down The Sunset Strip (као члан Leathercoated Minds)
- 1973 Back in '72 - Bob Seger - Кејл свира гитару у svojoj песми „Midnight Rider"
- 2006 "Uncovered" - Tony Joe White - Кејл свира гитару у својој песми „Louvelda"
- 2013 Old Sock – Eric Clapton – Кејл свира гитару и пева у својој песми „Angel"

### Компилације
- 1984 Special Edition (компилација хитова са претходних албума)
- 1997 Anyway the Wind Blows: The Anthology
- 1998 The Very Best of J.J. Cale
- 2000 Universal Masters Collection
- 2003 After Midnight (Немачко издање)
- 2006 The Definitive Collection
- 2006 Collected (са бонус песмама, само на Холандском издању)
- 2007 Rewind: The Unreleased Recordings
- 2011 The Silvertone Years (хронолошка колекција Кејлове музике, издао Silvertone 1989–1992)

### Снимци
- 1979 In Session At The Paradise Studios - Los Angeles, J.J.Cale featuring Leon Russell
- 2004 Eric Clapton's Crossroads Festval Кејл са бендом са америчке турнеје 2004. године, свирају са Клептоном.
- 2005 on tour with J J Cale - to Tulsa and back документарни филм снимљен током америчке турнеје (2004) са Кејлом, Кристином Лејкленд, Џимијем Карстином, Билом Рафенспергером, Рокијем Фриском.